# Ван Дрил, Тон
Тон ван Дрил (нидерл. Toon van Driel; род. 16 февраля 1945, Амстердам) — нидерландский карикатурист, автор и художник комиксов.

## Карьера
Перед тем, как стать карикатуристом, Ван Дрил работал в рекламном отделе и в качестве стюарда в авиакомпании KLM. В 1973 году в газете Algemeen Dagblad  впервые появилась колонка комиксов «ФК Кнудде» за авторством художника. В ней показывалась жизнь неудачливой футбольной команды, а главными героями неизменно являются вратарь Дирк и латераль Яп. Было издано 35 альбомов и 9 выпусков журнала «ФК Кнудде». Комиксы по сей день продолжают периодически выходить в издании NU.nl.
Другой крайне успешной серией комиксов Ван Дрила стала впервые вышедшая в Algemeen Dagblad 14 июня 1980 года «De Stamgasten» (Завсегдатаи), в которой главные герои — антропоморфные животные, которых объединяют общие приключения и постоянные запои в находящемся на льдине баре «Де Стам». Наиболее вульгарные комиксы серии публиковались в журнале Panorama. Один из основных персонажей — Аб Нормаал, розовый кролик, повёрнутый на пошлых анекдотах, впоследствии получил своё ТВ-шоу, которое показывали в Нидерландах и Фландрии. Было издано более 40 альбомов серии.
Ван Дрил также был соавтором комикса Эрика Схрёрса Joop Klepzeiker и общей с Яном ван Харстеном серии комиксов De Stuntels, выходившей под общим псевдонимом ToJo.

## Награды
За свои художественные заслуги художник был удостоен премии Stripschapprijs 1988 года.
В 2016 году в Харлеме была открыта выставка работ и комиксов Ван Дрила. Церемонию открытия возглавил известнейший нидерландский футбольный тренер и частая «жертва» карикатур в «ФК Кнудде» Гус Хиддинк.